# 疏穗小野荞麦
疏穗小野荞麦（学名：Fagopyrum leptopodum var. grossii）为蓼科荞麦属下的一个变种。

## 扩展阅读
- 維基物種上的相關：疏穗小野荞麦